# Bitestikel
Bitestikel (anatomiskt benämnd epididymis) är ett cirka 6 cm långt kraftigt vridet rör på utsidan av testikeln, där spermierna lagras och mognar under 13–14 dagar. Spermierna förs därefter till sädesledaren.

## Bilder

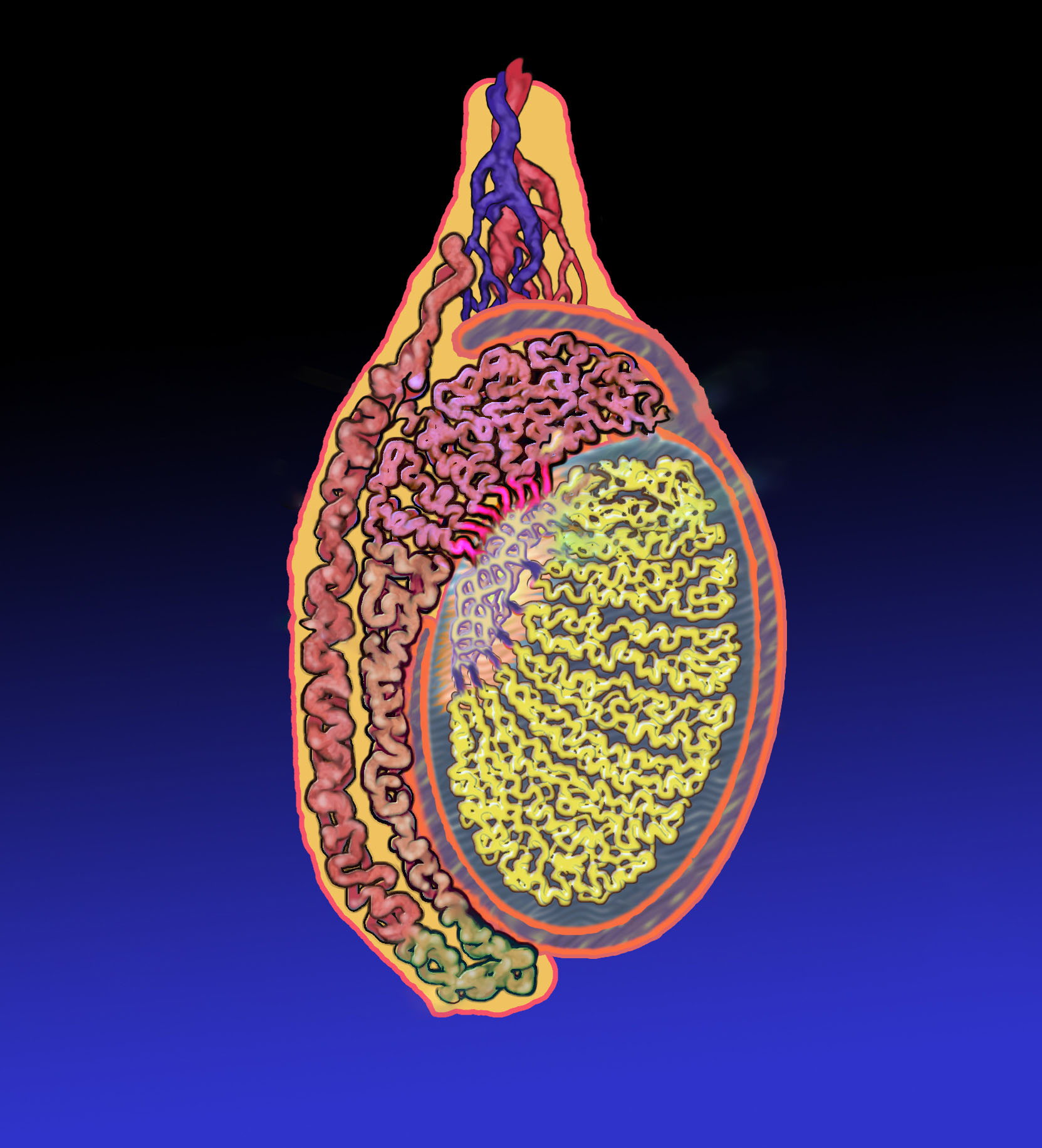
Bitestikel (till vänster) och testikel (till höger).